# Aeródromo Pedro Villarroel
El Aeródromo Pedro Villarroel (OACI: SCCB) es un terminal aéreo ubicado a 8 kilómetros al suroeste de la localidad de Combarbalá, Provincia de Choapa, Región de Coquimbo, Chile. Este aeródromo es de carácter público.